# Sumas River
Sumas River är ett vattendrag i British Columbia i Kanada och Washington i USA.
Trakten runt Sumas River består till största delen av jordbruksmark. Runt Sumas River är det ganska tätbefolkat, med 239 invånare per kvadratkilometer.